# Hipersonia idiopática
A hipersonia idiopática é uma doença primária do sono que tem origem em alguma disfunção do Sistema Nervoso Central (SNC). O distúrbio é caracterizado por sonolência excessiva (SE) verdadeira que começa, geralmente, entre os 15 e 25 anos, de forma insidiosa e progressiva, com consequentes prejuízos significativos na vida do indivíduo. A sonolência excessiva é relatada como uma forte compulsão para dormir, mesmo após um sono de 8 horas ou mais; uma dificuldade de permanecer acordado, principalmente, em ocasiões com pouca movimentação física (ex.: ler, ver televisão, assistir a aulas); e não causada por insônia ou poucas horas de sono. 
O diagnóstico é feito através dos resultados da polissonografia (sono NREM), exclusão de outras possíveis doenças e não pode ter origem medicamentosa. Pode ser diagnosticado por engano quando a origem for uma das muitas doenças de difícil diagnóstico (como hipotireoidismo e depressão) que possuem hipersonia como sintoma.

## Sintomas
A sonolência excessiva é o sintoma mais marcante. É acompanhada por um período de sono normal ou prolongado (superior a 8 horas) e, muitas vezes, profundo, sendo comum ter muita dificuldade de acordar pela manhã. A pessoa sente muito sono, tenta se recompor, geralmente com sonos diurnos superiores a 2 horas e que não são revigorantes. A doença causa transtornos em diversas áreas da vida da pessoa (ex.: na escola, no trabalho, nos relacionamentos), pelo sono em excesso e pelo fato de, assim, terem a atenção, a concentração, a energia e o rendimento diminuídos. Sonolência excessiva é um sintoma grave pois, além dos prejuízos funcionais e sociais, pode ser a causa de acidentes sérios suicídio a morte involuntária daqueles que têm esta doença.
É comum pessoas com esta doença serem rotuladas de preguiçosas, dorminhocas e irresponsáveis.

## Tratamento

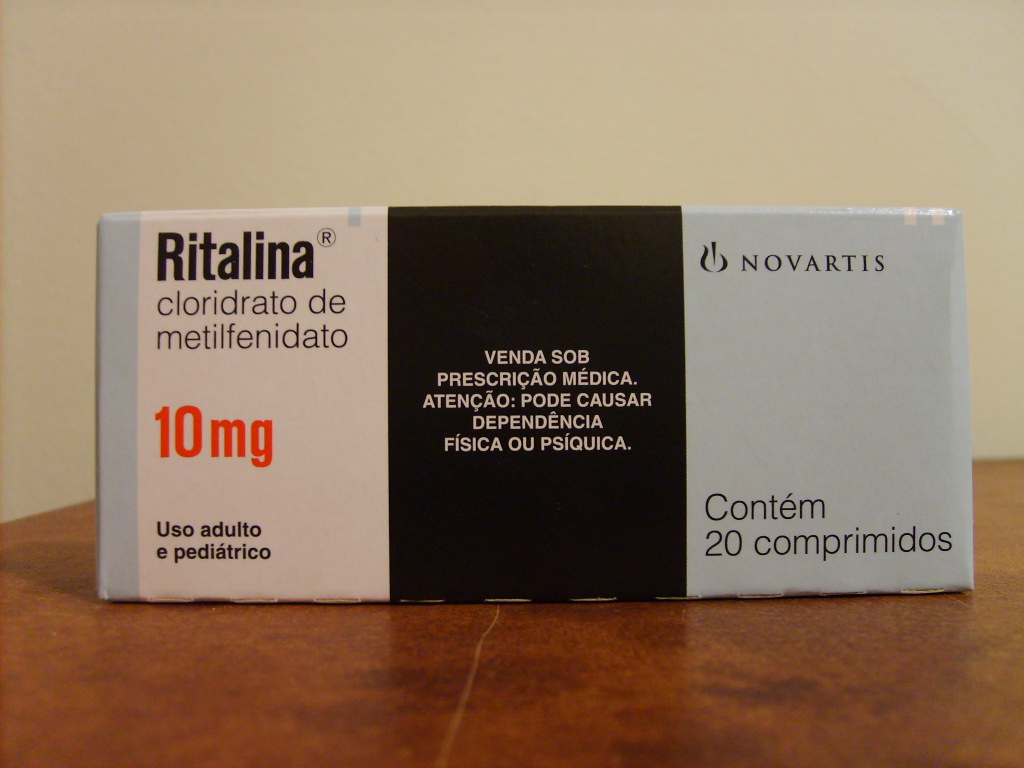
Ritalina é um dos possíveis tratamentos

O tratamento da hipersonia idiopática do Sistema Nervoso Central consiste em administrar doses de estimulantes, como:
- anfetaminas
- antidepressivos
- bromocriptina
- clonidina
- inibidor da monoamina oxidase(IMAO)
- levodopa
- metilfenidato
- modafinil

## Diagnósticos diferenciais e exclusões
Para o diagnóstico de hipersonia idiopática:
- os sintomas devem estar presentes por pelo menos 6 meses, com queixa de grandes prejuízos na vida pessoal, profissional e/ou escolar;
- os sintomas não são causados por outros distúrbios do sono (narcolepsia, apneia do sono, hipersônia recorrente (Síndrome de Kleine-Levin), distúrbios psiquiátricos e outras doenças (anemia, hipoglicemia, hipotireoidismo, doenças e/ou traumas neurológicos etc.);
- os sintomas não são decorrentes de medicamentos e/ou abuso de drogas (álcool, drogas ilícitas, tabaco etc.);
- os sintomas não ocorrem pela privação do sono, insônia ou má higiene do sono.
- os achados na polissonografia são, de forma geral, normais.